# Rhynchina incurvata
Rhynchina incurvata là một loài bướm đêm trong họ Erebidae.